# 바다수리-6
바다수리-6형은 북한이 개발중인 지대함 미사일이다.

## 역사
2024년 2월 14일, 북한이 바다수리-6형을 동해상으로 시험발사했다.
조선중앙통신은 1400초를 비행했다고 보도했는데, 러시아 Kh-35의 비행속도는 마하 0.8이며, 1400초를 비행했으면 사거리 380 km이다.
신종우 한국국방안보포럼(KODEF) 사무국장은 “사진을 보면 2020년 10월 노동당 75주년 열병식에 등장한 8연장 발사관을 탑재한 이동식 발사대(TEL)와 동일 형태”라며 “외형상 2015년·2017년 공개된 금성-3형과 비교해 고체연료 부스터 및 공기흡입구, 광학 시커(탐색기)에 변화가 있으며 아군 함정의 레이더 재밍(jamming) 대비책으로 다중모드 탐색기(레이더·광학)를 적용한 것으로 보인다”고 분석했다.
권용수 국방대 명예교수는 “금성-3형에서 바다수리-6형으로 명칭을 변경한 것에 비춰, 단순히 금성-3형 개량형이라기보다 임무와 기능 성능이 고도화된 ‘북한판 하푼’ 신형 단거리 순항미사일로 추정된다”고 밝혔다.